# Régiment d'Orléans
Pour les articles homonymes, voir Régiment d'Orléans (homonymie).
Le régiment d'Orléans est un régiment d'infanterie du royaume de France, créé en 1642 sous le nom de « régiment de Mazarin-Italien » devenue sous la Révolution le 44e régiment d’infanterie de ligne.

## Création et différentes dénominations
- 1642 : création du régiment de Mazarin-Italien
- 24 avril 1651 : renommé régiment d'Anjou-Étranger
- 12 avril 1660 : renommé régiment d'Orléans
- 1791 : renommé 44e régiment d’infanterie de ligne

## Colonels et mestres de camp
Colonels propriétaires
- Philippe, duc d’Orléans
- 2 décembre 1723 : Louis, duc d’Orléans

Colonels-lieutenants
- 16 avril 1674 : Simon François de Caylar de Toyras, marquis d’Aubijoux, brigadier le 24 février 1676, † octobre 1678
- 20 juillet 1684 : Claude Alexis de Bailleul, brigadier le 30 mars 1693, † 29 mai 1699
- 25 juillet 1699 : Louis, marquis de Brancas[1], brigadier le 4 juin 1702, maréchal de camp le 26 octobre 1704, lieutenant-général le 29 mars 1710, maréchal de France le 11 février 1741, † 9 août 1750
- 1er janvier 1706 : Joseph de Lesquen, marquis de Villemeneust, brigadier le 1er février 1719, † 28 décembre 1732
- 3 octobre 1734 : Louis Georges de Clermont-Gallerande, comte de Clermont, brigadier le 1er mars 1738, maréchal de camp le 20 février 1743, † 3 mars 1758
- 1743 : comte de Bourdeille
- 7 avril 1746 : Charles Auguste de La Cour, comte de Balleroy, brigadier le 20 mars 1747, maréchal de camp le 1er mai 1758, lieutenant-général le 25 juillet 1762, † 23 mars 1794
- 1747 : M. le marquis de Saujon
- 14 mars 1758 : Gilbert de Chauvigny, comte de Blot, brigadier le 7 juillet 1758, déclaré maréchal de camp en novembre 1761 par brevet expédié le 20 février
- M. le comte de Vauban
- Lagrange

## Historique des garnisons, combats et batailles
- 1674 le régiment est en garnison à Marsal

- en 1701, au début de la guerre de succession d'Espagne dans les Pays-Bas espagnols, deux bataillons du régiment d'Orléans sont envoyés par le maréchal de Boufflers pour défendre la place de Louvain[2].
- en avril 1702, des soldats sont présents au siège de la place de Kaiserswerth, sous les ordres du marquis de Brancas, colonel du Régiment[1].
- en juillet 1702, les deux bataillons du régiment d'Orléans n'en font plus qu'un [Sourches t7]
- 1705 : Siège de Nice
- 1734 : la Bataille de San Pietro
- 1760 : la Bataille de Corbach

Le 12 avril 1661 il absorbe le régiment du Duc d'Anjou (1647-1661).
Lors de la réorganisation des corps d'infanterie français de 1762, le régiment conserve ses deux bataillons.
L'ordonnance arrête également l'habillement et l'équipement du régiment comme suit
Habit, collet, revers, culotte et veste blancs, parements rouges, pattes ordinaires garnies de quatre boutons, autant sur la manche, quatre  au  revers et quatre dessous : boutons jaunes et plats, avec le no 27. Chapeau bordé d'or.
En 1791, il eut quelques démêlés avec le régiment suisse de Reinach, qui partageait avec lui la garnison de Maubeuge.

Drapeaux d'Ordonnance
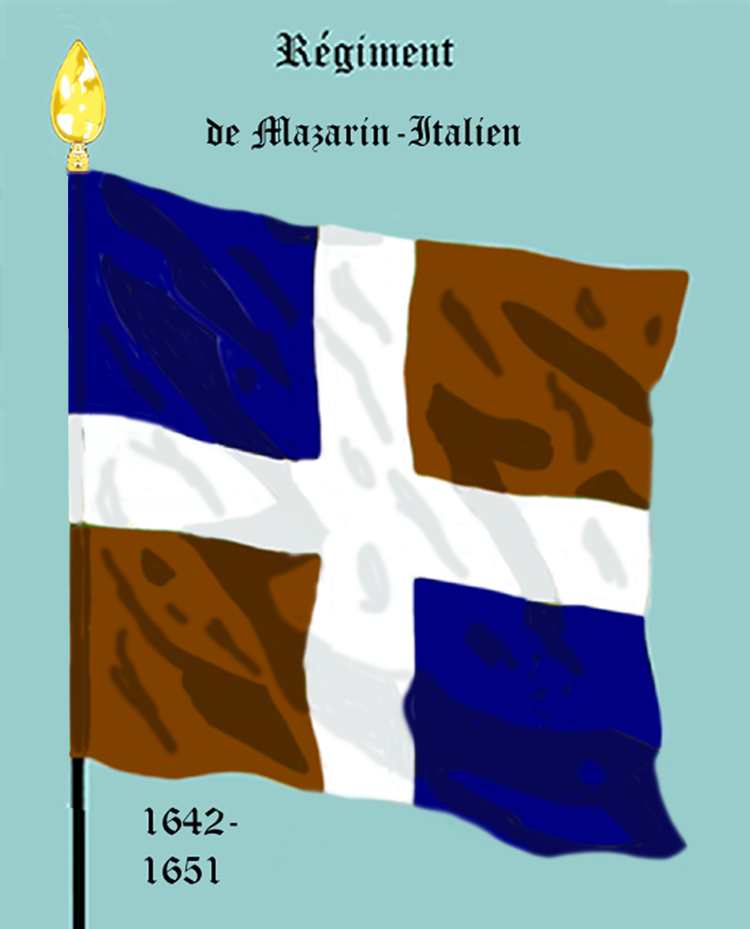
régiment de Mazarin-Italien de 1642 à 1651
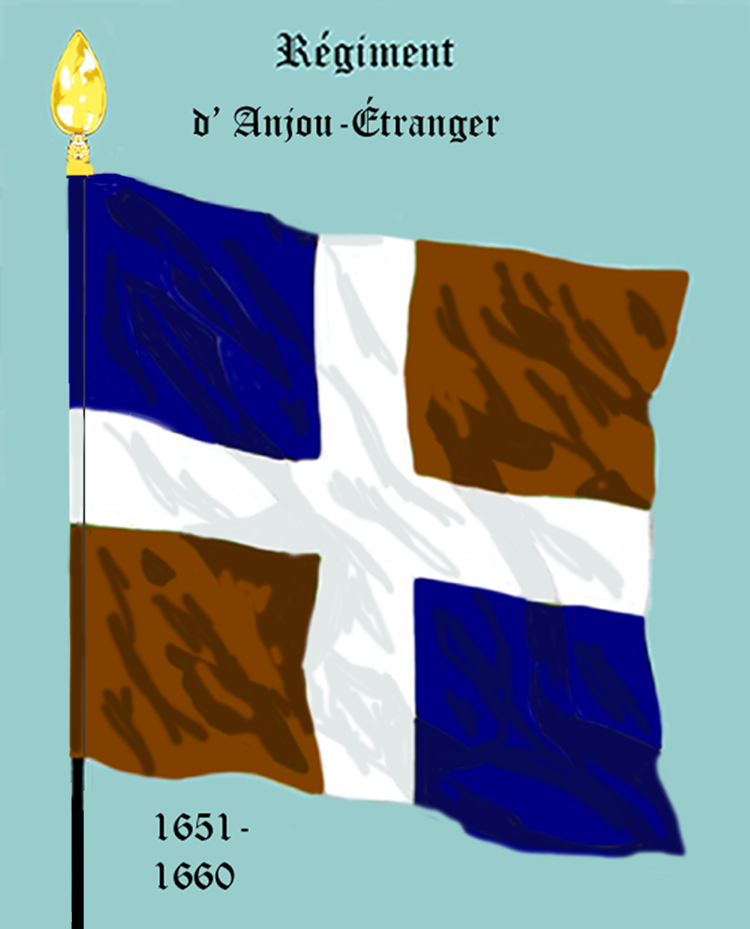
régiment d’Anjou-Étranger de 1651 à 1660
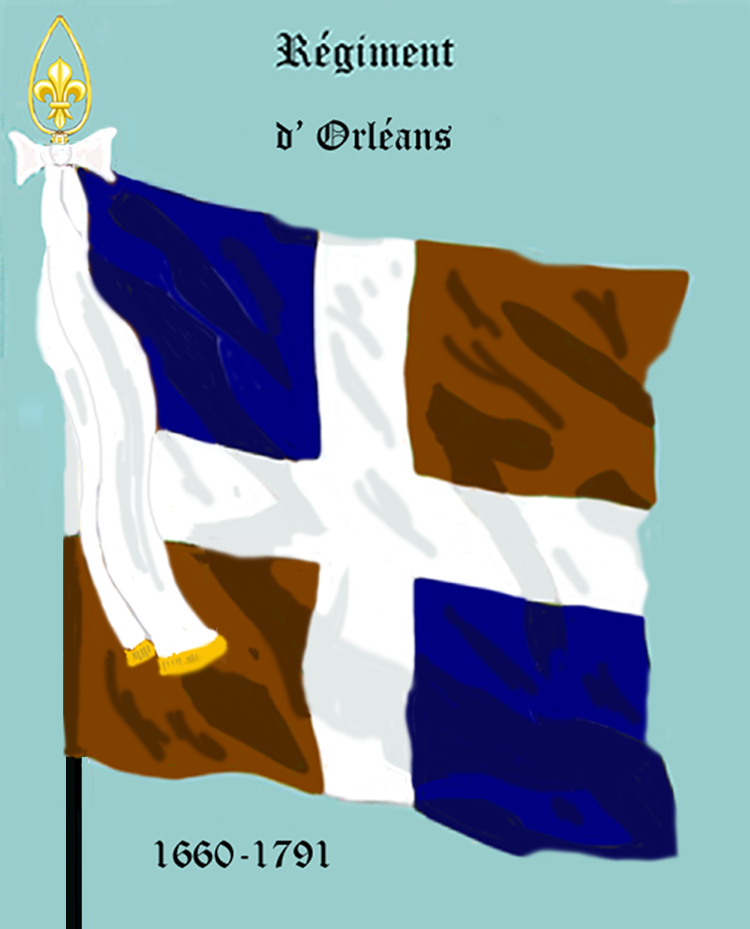
régiment d’Orléans de 1660 à 1791

6 drapeaux, dont un blanc Colonel, et 5 d’Ordonnance, « bleux & feuille morte par opposition, & croix blanches ».

Uniformes
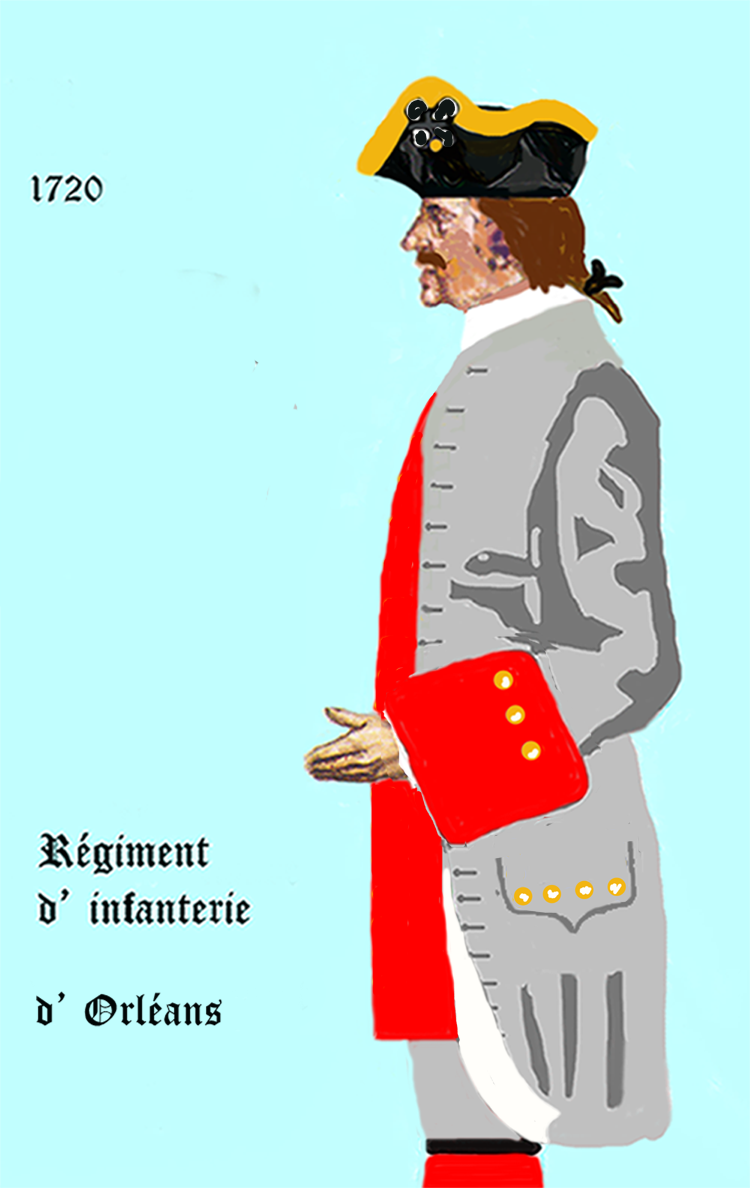
régiment d’Orléans de 1720 à 1734
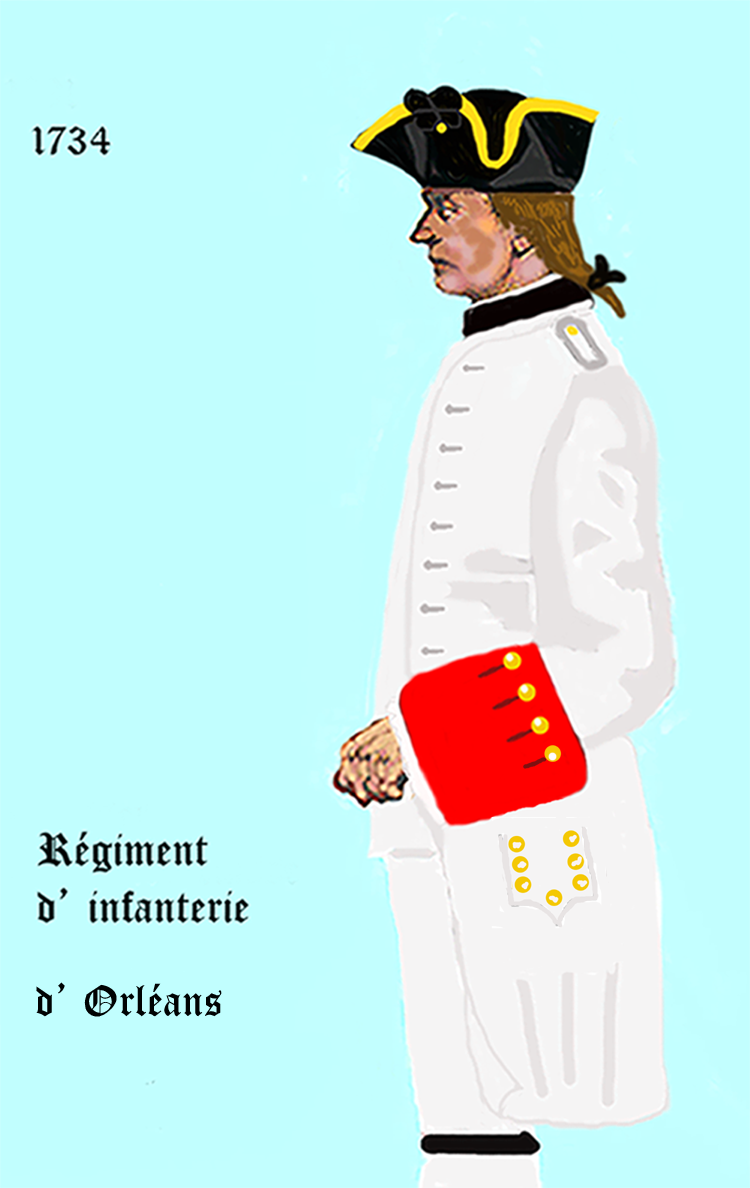
régiment d’Orléans 1734 à 1762
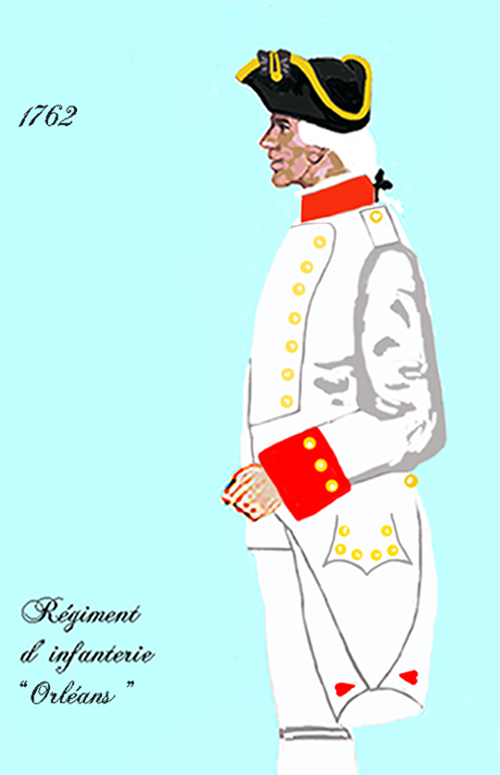
régiment d’Orléans de 1762 à 1767

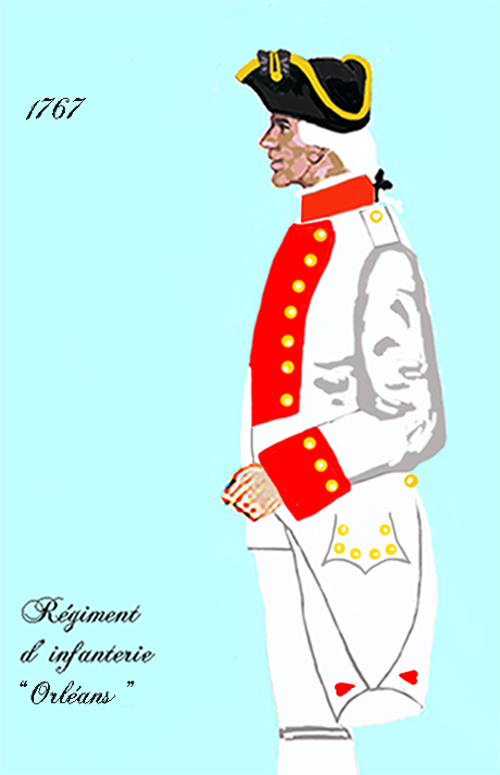
régiment d’Orléans de 1767 à 1776
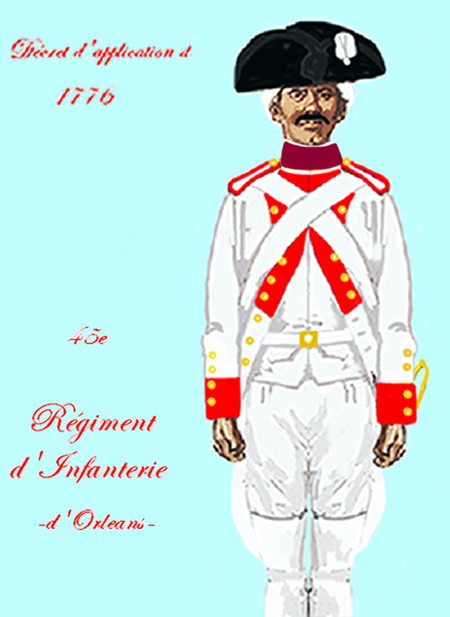
régiment d’Orléans de 1776 à 1779
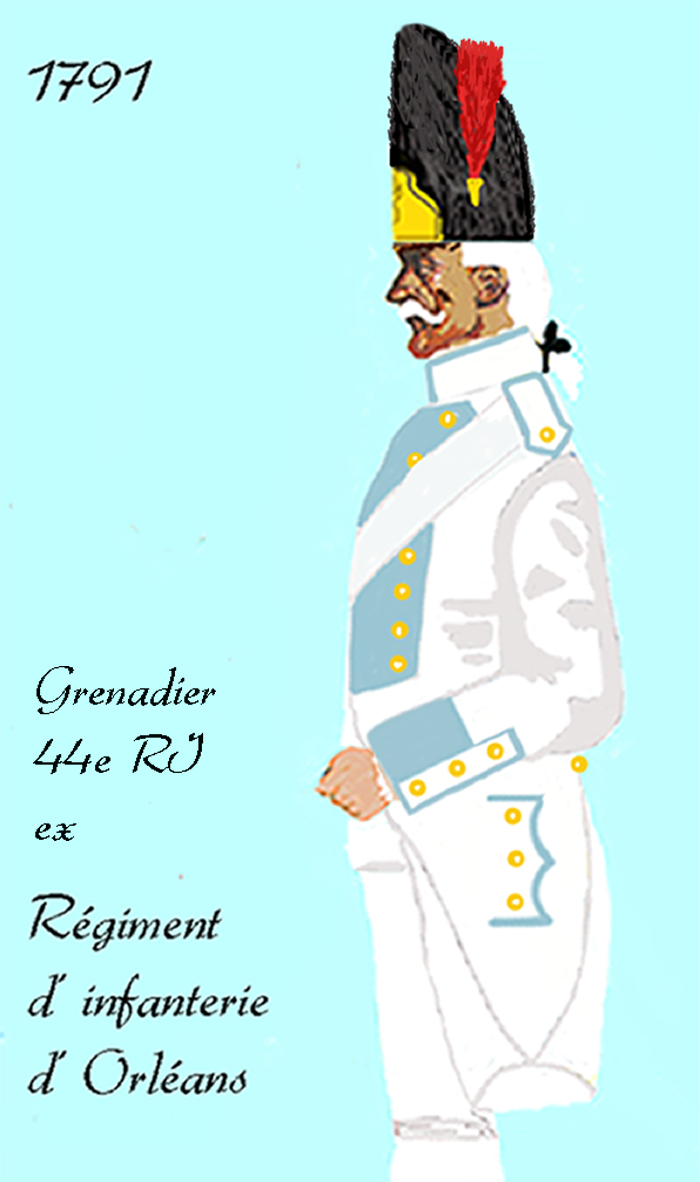
grenadier du 44e régiment d’infanterie de ligne de 1791 à 1796

### Sources et bibliographie
- Jacques de Quincy, Histoire militaire du règne de Louis le Grand, vol. 3, (Paris), 1726, 825 p..
- Lieutenant général de Vault, Mémoires militaires relatifs à la guerre d'Espagne sous Louis XIV, vol. 1, Imprimerie Royale (Paris), 1835, 910 p. (lire en ligne).
- Chronologie historique-militaire, par M. Pinard, tomes 3, 6, 7 et 8, Paris 1761, 1763, 1764 et 1778
- Louis Susane, Histoire de l'ancienne infanterie française, vol. 5, Paris, 1851 (lire en ligne), p. 156-183.